# 김두함
김두함(한국 한자: 金豆咸, 1970년 3월 8일 ~ )은 대한민국의 축구 선수이며, 포지션은 센터백이다.